# Kassiteriden

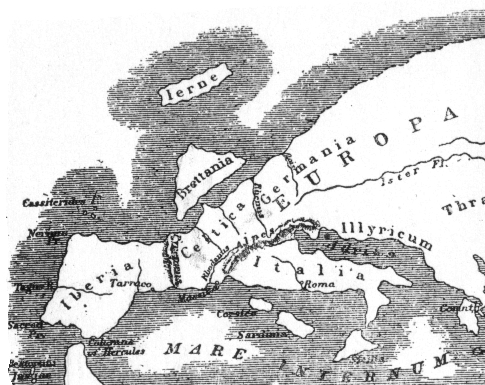
Strabons Europakarte mit den Kassiteriden am linken Rand

Die Kassiteriden (altgriechisch Κασσίτερος Kassiteros, lateinisch Cassiterides insulae) waren in der antiken Geografie eine sagenhafte Inselgruppe vor der britannischen Küste.
Eine alternative deutsche Bezeichnung ist Zinninseln, da sich dort angeblich Zinnminen befanden, die zuerst von den Phöniziern besucht worden seien. Als Haupthandelsplatz für den Zinnhandel wird eine Insel Iktis genannt, unter der man die Isle of Wight vermutet.
Der antike griechische Geograf Strabon beschreibt die Inseln in seinem Hauptwerk Geographica folgendermaßen:
Die Kassiteriden sind zehn an der Zahl und liegen dicht beieinander, weit nördlich im Ozean vor dem Hafen der Artabrer. Eine der Inseln ist unbewohnt; die anderen bewohnt von Menschen, die gekleidet sind in schwarze Mäntel und umgürtete Leibröcken, welche bis zu den Füßen reichen; sie tragen beim Gehen lange Stöcke und sind so ein Abbild der Erinyen in unseren Tragödien-Spielen. Sie leben meist als Hirten von ihren Herden. Doch gibt es bei ihnen auch Bergwerke, in denen Zinn und Blei gewonnen werden, und für diese Metalle werden von den Kaufleuten Häute, Töpferware, Salz und Kupfergeschirr erhandelt. Lange vor unserer Zeit unterhielten die Phönikier allein zu ihnen Handelsbeziehungen und verheimlichten allen anderen den Seeweg dorthin.
Zu den antiken Autoren, die Kassiterīden nannten, gehören unter anderem:
- Herodot 3.115
- Poseidonios
- Diodor 5.21f, 5.38
- Plinius der Ältere, Naturgeschichte 4.119, 7.197, 34.156-158
- Strabon 2.5.15, 3.2.9, 3.5.11